# Nordische Moosjungfer
Die Nordische Moosjungfer (Leucorrhinia rubicunda) ist eine Libellenart der Segellibellen (Libellulidae), aus der Gattung der Moosjungfern (Leucorrhinia).

## Merkmale

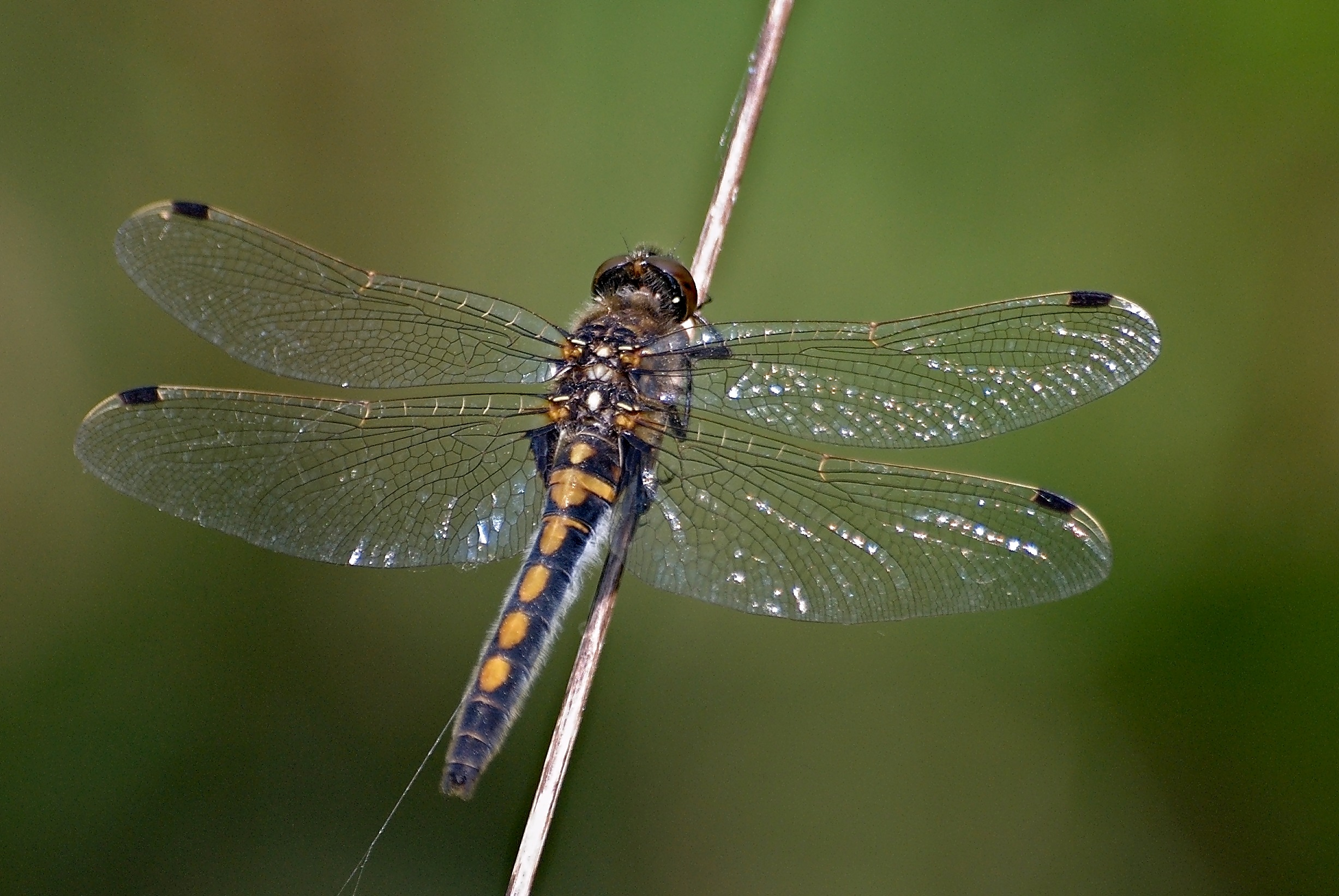
Weibchen

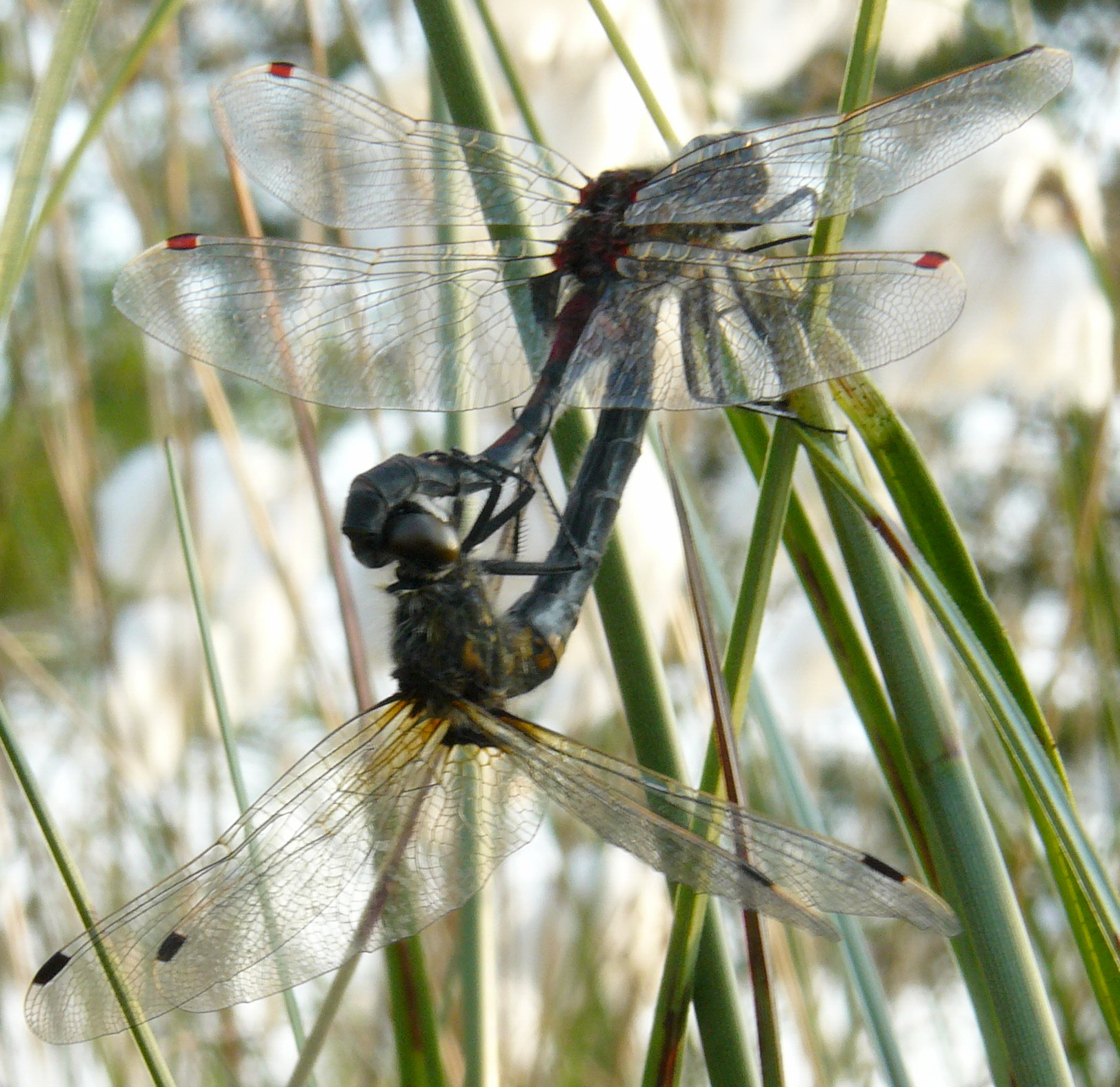
Paarungsrad, oben das Männchen mit rot gefärbtem Hinterleib, unten das gelb gefärbte Weibchen

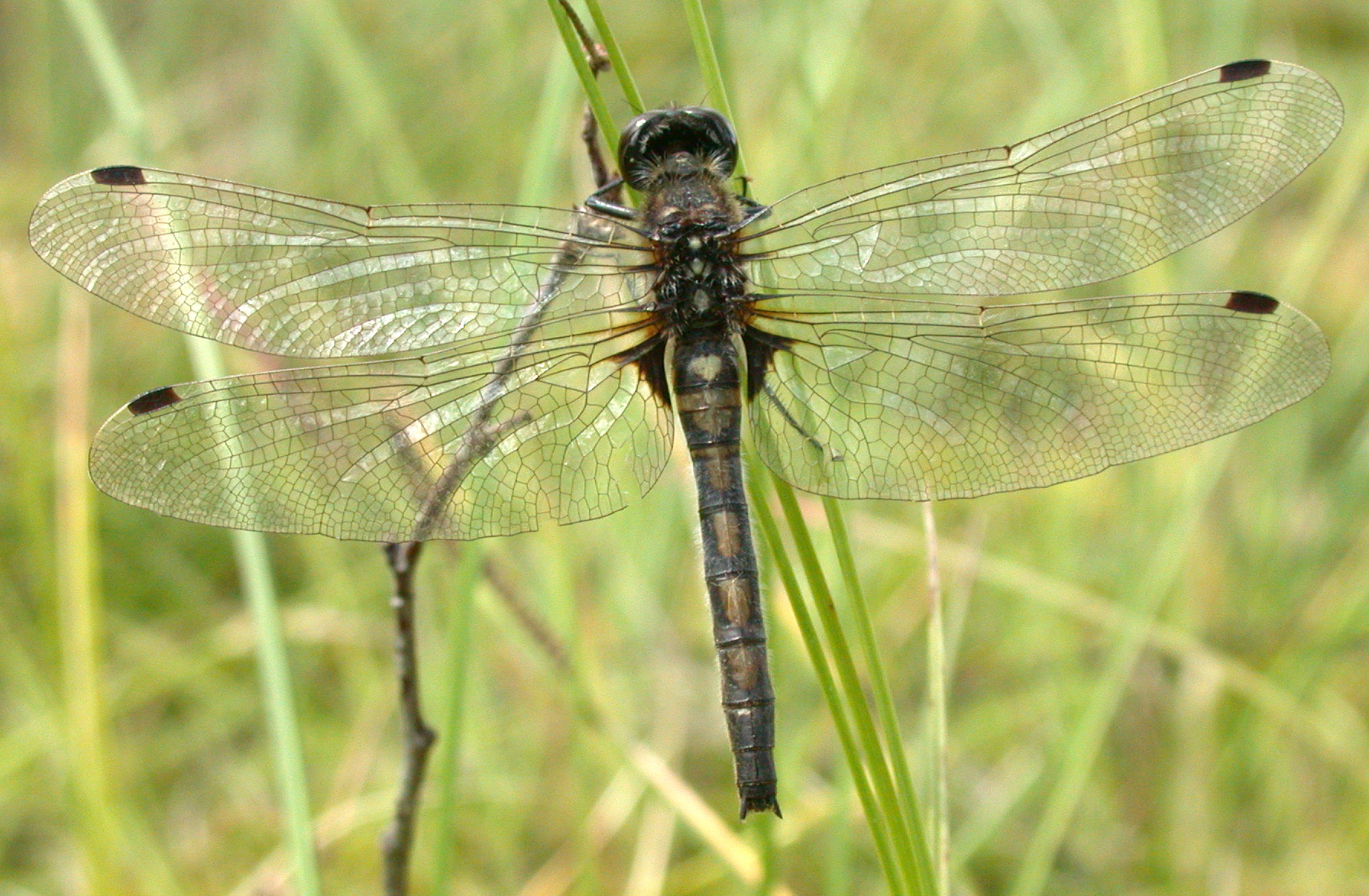
Altes Weibchen mit verdüsterter Hinderleibsfleckung

Die Nordische Moosjungfer erreicht eine Körperlänge von 3,5 bis 4,5 cm und eine Flügelspannweite von 5,5 bis 6,5 cm. Auf dem Hinterleib befinden sich farbige Flecken, die beim reifen Männchen blutrot, bei juvenilen Männchen sowie bei den Weibchen gelb sind.
Auf allen vier Flügeln trägt die nordische Moosjungfer rechteckige Flügelmale, die bei den Männchen dunkelrot und bei den Weibchen schwarz gefärbt sind.
Ähnliche Arten sind die Große Moosjungfer (Leucorrhinia pectoralis) und insbesondere die Kleine Moosjungfer (Leucorrhinia dubia). Mit der Kleinen Moosjungfer ist die Nordische Moosjungfer auch häufig vergesellschaftet. Bei der Nordischen Moosjungfer sind die farbigen Abdomenflecken etwas größer als bei der Kleinen Moosjungfer, sie erreichen fast den hinteren Rand ihres jeweiligen Segmentes. Auch ist die Nordische Moosjungfer ein wenig größer und die Männchen der Kleinen Moosjungfer haben schwarze Flügelmale.

## Lebensraum und Lebensweise
Man findet diese Art in Hochmooren und an Verlandungszonen von Moorseen, in Deutschland insbesondere im Norden und Osten.
Die Männchen fliegen in Ufernähe und setzen sich gerne nahe am Boden auf Pflanzen, Steine oder Holz. Die Flugzeit liegt im Mai und Juni.
Die Paarung startet am Wasser und endet in der Vegetation. Das Weibchen legt seine Eier mit wippenden Bewegungen an schwimmenden Torfmoosen ab. Dies geschieht unter der Bewachung des Männchens. Über die Entwicklung der Larven ist noch nichts bekannt, vermutlich benötigen sie für ihre Entwicklung drei Jahre.

## Gefährdung
Durch Trockenlegung und Zerstörung von Moorbiotopen, in den letzten Jahren auch durch zunehmende Trockenheit infolge des Klimawandels, verliert diese Libelle wie viele andere Moorarten ihren Lebensraum. In der Roten Liste etwa von Deutschland wird die Art derzeit als „gefährdet“ eingestuft.